# (21742) Rachaelscott
(21742) Rachaelscott (1999 RU163) – planetoida z pasa głównego asteroid okrążająca Słońce w ciągu 4,61 lat w średniej odległości 2,77 j.a. Odkryta 9 września 1999 roku.